# 巩村古城址
巩村古城址是一处古遗址，位于山西省吕梁市汾阳市三泉镇巩村，时代为战国至汉。
1993年12月，巩村古城址公布为汾阳市文物保护单位。2006年9月26日，巩村古城址公布为第一批吕梁市文物保护单位。2021年8月4日，巩村古城址公布为第六批山西省文物保护单位。
2021年11月，汾阳市连降大雨，汾阳市人民检察院牵头开展“文物保护”专项行动，保护该市新增的12处第六批省级文物保护单位，包括岅峪东岳庙、东石龙天庙、后沟玲珑塔、刘家堡关帝庙旧址等，了解发现存在安全隐患情况，启动行政公益诉讼诉前程序，推进文物保护工作。